# Solvejg (Vorname)
Solvejg ist ein weiblicher Vorname.

## Herkunft und Bedeutung
Der Name ist die dänische Form des Namens Solveig.

## Bekannte Namensträgerinnen
- Solvejg Albeverio-Manzoni (* 1939), schweizerische Malerin und Autorin
- Solvejg Bauer (* 1976), deutsche Regisseurin, Intendantin und Hochschuldozentin
- Solvejg Nitzke (* 1985), deutsche Literatur- und Kulturwissenschaftlerin.